# Magnolia iteophylla
Magnolia iteophylla är en magnoliaväxtart som först beskrevs av Cheng Yih Wu, Yuh Wu Law och Yeng Fen Wu, och fick sitt nu gällande namn av Hans Peter Nooteboom. Magnolia iteophylla ingår i släktet Magnolia och familjen magnoliaväxter. Inga underarter finns listade i Catalogue of Life.